# St. Marien (Droyßig)

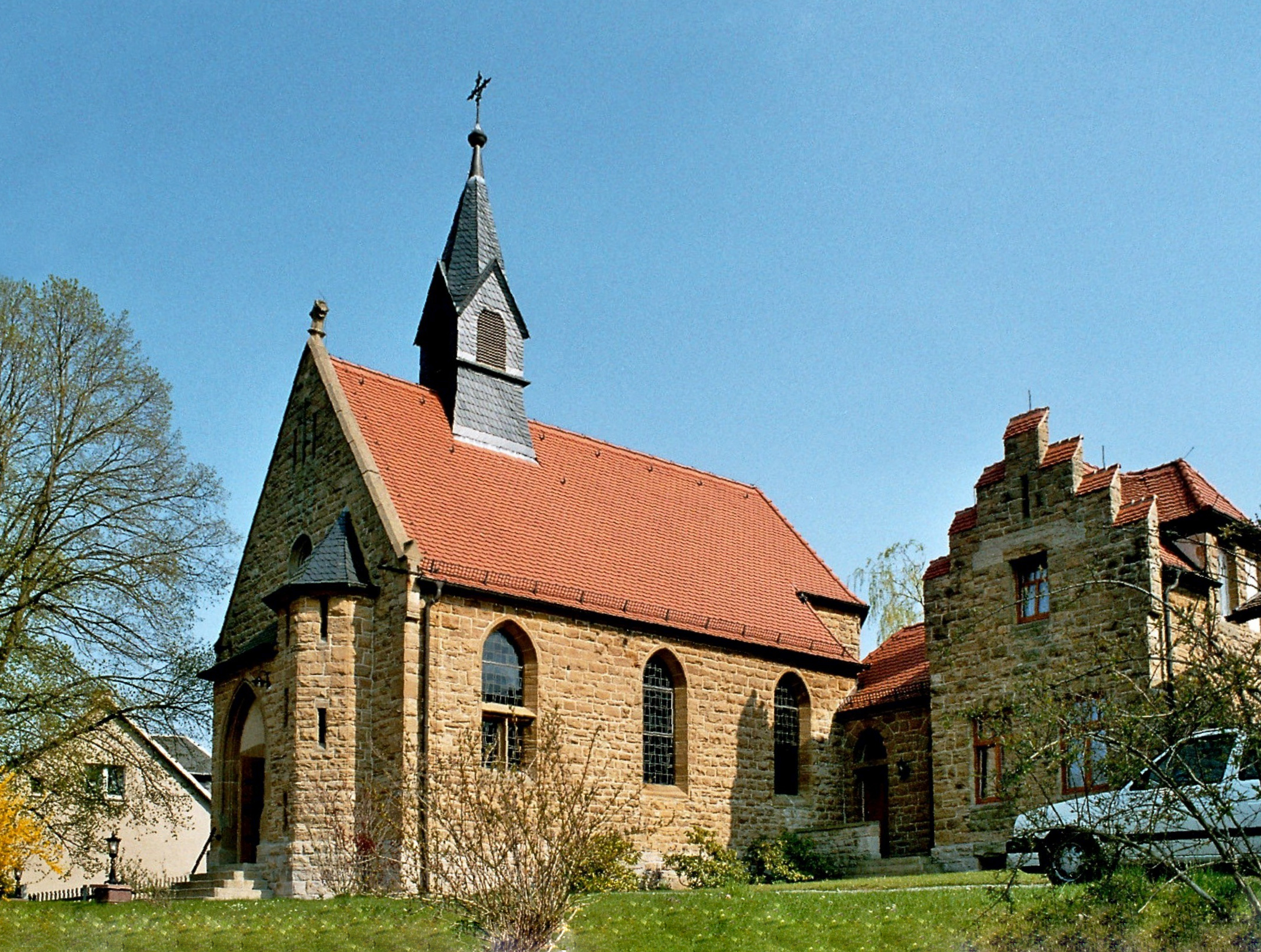
St.-Marien-Kirche

St. Marien, auch als St. Maria bezeichnet, ist die römisch-katholische Kirche in Droyßig, einer Gemeinde im Burgenlandkreis im Süden von Sachsen-Anhalt. Die nach der heiligen Maria, der Mutter Jesu, benannte Kirche gehört zur Pfarrei St. Peter und Paul mit Sitz in Zeitz im Dekanat Merseburg und ist die südlichste Kirche des Bistums Magdeburg. Das Kirchengebäude steht als Baudenkmal unter der Erfassungsnummer 094 85853 unter Denkmalschutz.

## Geschichte
Im Jahr 1539 nahm Georg Lutze, der letzte katholische Propst in Droyßig, die Reformation an, wodurch das katholische Leben in Droyßig für mehrere Jahrhunderte erlosch.
Nachdem im 19. Jahrhundert katholische Saisonarbeiter aus Polen zur Arbeit in der Landwirtschaft nach Droyßig gekommen waren, unterstützte Prinz Heinrich von Schönburg-Waldenburg (1863–1945), Besitzer von Schloss Droyßig und Sohn von Hugo zu Schönburg-Waldenburg, katholische Gottesdienste und die Erteilung von katholischem Religionsunterricht in Droyßig. 1906 fand im Saal des Gasthofs Zum Adler die erste Heilige Messe seit der Reformation in Droyßig statt.
Die katholische Missionspfarrei Zeitz erwarb in Droyßig 1908 das Baugrundstück für eine Kirche, und am 29. Juni 1909 fand die Grundsteinlegung für die St.-Marien-Kirche statt. Das Richtfest folgte am 15. September 1909, und am 1. Mai 1910 fand die Kirchweihe statt. Das Patrozinium wurde Selige Jungfrau Maria von der immerwährende Hilfe, die Gottesdienste in Droyßig wurden durch Geistliche der Pfarrei Zeitz gehalten.
Durch die Flucht und Vertreibung Deutscher aus Mittel- und Osteuropa stieg ab 1945 die Zahl der Katholiken in Droyßig und den umliegenden Orten so stark an, dass die Seelsorge nicht mehr durch die Geistlichen aus Zeitz geleistet werden konnte.
Zum 1. Dezember 1946 wurde der aus dem Erzbistum Breslau stammende Kaplan Ernst Wloka zum außerplanmäßigen Vikar von Zeitz mit Sitz in Droyßig ernannt, womit in Droyßig eine katholische Kirchengemeinde als Tochtergemeinde der Pfarrei Zeitz gegründet wurde. Am 1. November 1947 wurde die Kirchengemeinde Droyßig zur Kuratie unter dem Patrozinium Beatae Mariae Virginis de perpetuo succursu (Selige Jungfrau Maria von der immerwährende Hilfe) erhoben und Ernst Wloka zum Kuratus von Droyßig ernannt. 1952 wurde Vikar Alfons Kamphusmann (1924–1998) als Nachfolger von Ernst Wloka eingeführt.
Am 1. Juli 1953 wurde das Dekanat Naumburg-Zeitz errichtet, dem die Kuratie Droyßig als Tochtergemeinde der Pfarrei Zeitz angeschlossen wurde. Ab 1959 war Paul Schelenz (1931–2006) als Nachfolger von Alfons Kamphusmann Kuratus in Droyßig, bis er 1964 als Vikar in Zeitz wechselte. Auf Paul Schelenz folgte Peter Bogdan als Kuratus in Droyßig. Nach der Liturgiereform des Zweiten Vatikanischen Konzils bekam die Kirche einen neuen Altar.
Als Nachfolger von Peter Bogdan kam 1970 Hans Mittenentzwei (1935–2021) als Kuratus nach Droyßig, der auch nach seiner zum Jahresende 2005 erfolgten Pensionierung in Droyßig blieb und, solange es seine Kräfte zuließen, seelsorgerisch tätig war. 1978 gehörten zur Kuratie Droyßig rund 600 Katholiken, zur Errichtung einer Pfarrei kam es in Droyßig nicht.
Am 8. Juli 1994 wurde das Bistum Magdeburg gegründet, und die Zugehörigkeit Droyßigs wechselte vom Erzbistum Paderborn zum Bistum Magdeburg.
Am 1. April 2006 wurde der Gemeindeverbund Zeitz – Droyßig – Theißen – Tröglitz errichtet, zu dem auch die Kuratie Droyßig gehörte. Damals gehörten zur Kuratie Droyßig rund 290 Katholiken. Am 1. Januar 2009 wurde das Dekanat Merseburg gegründet, dem die Kuratie Droyßig seitdem angehört. Das bisherige Dekanat Naumburg-Zeitz wurde aufgelöst.
Aus dem Gemeindeverbund entstand am 2. Mai 2010 die heutige Pfarrei St. Peter und Paul mit Sitz in Zeitz, die Kuratie Droyßig wurde in diesem Zusammenhang aufgelöst. Zur Pfarrei St. Peter und Paul gehören neben der St.-Marien-Kirche in Droyßig auch der Zeitzer Dom und die Heilig-Geist-Kirche in Tröglitz. Die damals ebenfalls zur Pfarrei St. Peter und Paul gehörende Herz-Jesu-Kirche in Theißen wurde per Dekret vom 22. Mai 2019 profaniert.

## Lage, Architektur und Ausstattung
Die kleine Kirche steht am westlichen Ortsrand von Droyßig auf dem Grundstück Camburger Straße 26.
Das Gotteshaus und das angrenzende Pfarrhaus entstanden nach Entwürfen des Architekten Clemens Lohmer aus Leipzig-Gohlis aus Bruchsteinen im Baustil der Neugotik.
Die Kirche wird durch ein Portal an der Nordseite erschlossen, in dem aus dem Nordgiebel der Kirche herausstehenden Turm führt eine Wendeltreppe auf die Empore. Auf dem Satteldach der Kirche befindet sich ein kreuzbekrönter Dachreiter, in dem zwei Glocken hängen, die 2005 von der Kunst- und Glockengießerei Lauchhammer gegossen wurden.
Die Buntglasfenster im Chor zeigen Mariendarstellungen, Turm Davids und Sedes sapientiae, sie stammen noch aus der Anfangszeit der Kirche. Die Fenster im Kirchenschiff wurden nach dem Zweiten Weltkrieg erneuert. Der ursprüngliche Hochaltar und die beiden Seitenaltäre, die dem Heiligsten Herzen Jesu und der Gottesmutter Maria, der Schutzpatronin der Kirche, gewidmet waren, wurden nach der Liturgiereform des Zweiten Vatikanischen Konzils entfernt und durch einen schlichten Volksaltar aus Sandstein ersetzt. Der Flügelaltar von 1491 stammt aus Salsitz bei Grana und steht seit 1964 als Leihgabe in der St.-Marien-Kirche, er zeigt im mittleren Bild den heiligen Georg auf einem Drachen stehend, Maria mit dem Jesuskind und einen Ritter mit Schwert, der auch als Erzengel Michael gedeutet wird. Auf den Innenseiten der beiden Seitenflügel sind die heiligen Katharina von Alexandrien mit dem Rad und Barbara von Nikomedien mit dem Turm dargestellt.
Das Taufstein, der auch als Weihwasserbecken genutzt wird, ist ein Werk des Künstlers Friedrich Press aus Dresden. Der Tabernakel ist in die Wand des Altarraums eingelassen, seine Türen sind mit Fischmotiven geschmückt.